# Anna-Maria Thoma
Anna-Maria Thoma (* 7. Juli 1981) ist eine ehemalige deutsche Fußballspielerin. 

## Karriere
Thoma gehörte als Mittelfeldspielerin während der Saison 2002/03 dem FC Bayern München von März bis Juni an und bestritt einzig das am 27. April (17. Spieltag) im Städtischen Stadion an der Dantestraße mit 0:2 verlorene Spiel gegen den 1. FFC Turbine Potsdam; zum Einsatz kam sie in der 87. Minute für Jasmina Srna.